# Reakcja Kolbego

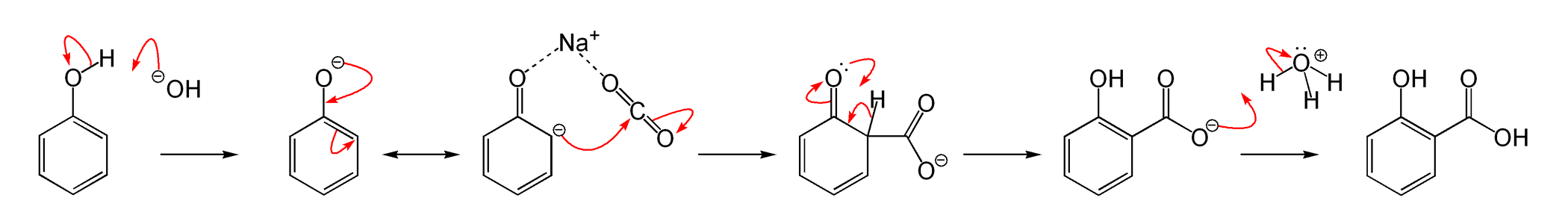
Mechanizm reakcji Kolbego

Reakcja Kolbego (lub reakcja Kolbego-Schmitta) – dwuetapowa metoda otrzymywania kwasu salicylowego z fenolanu sodu. Opisana po raz pierwszy przez Hermanna Kolbego w 1860, a następnie przez Rudolfa Schmitta w 1885.
Pierwszy etap polega na działaniu dwutlenkiem węgla na fenolan sodu w temperaturze 125 °C i pod ciśnieniem kilku atmosfer. W wyniku elektrofilowego ataku CO2 na pierścień aromatyczny fenolanu powstaje salicylan sodu.
W drugim etapie otrzymany salicylan sodu zakwasza się np. kwasem siarkowym i powstaje wolny kwas salicylowy:
2C6H4(OH)COONa + H2SO4 → 2C6H4(OH)COOH + Na2SO4